# Distrito de Chancaybaños
El distrito de Chancaybaños es uno de los once que conforman la provincia de Santa Cruz ubicada en el departamento de Cajamarca en el Norte del Perú.
Desde el punto de vista jerárquico de la Iglesia católica forma parte de la Diócesis de Chiclayo, sufragánea de la Arquidiócesis de Piura.

## Historia
Fue creado como distrito el 18 de septiembre de 1942 por la Ley dada en el primer gobierno del Presidente Manuel Prado Ugarteche.

## Geografía
El distrito tiene una extensión de 120,04 kilómetros cuadrados. 

## Población
Chnacay Baños cuenta con una población de 3 942 habitantes, y tiene una densidad de 33 habitantes por km² (INEI 2005).

## Capital
La capital del distrito es Chancaybaños. Está situada a 1 625 m s. n. m.

## Autoridades

### Municipales
- 2019 - 2022[3]
  - Alcalde: Wilfredo Cruz Pérez Partido Político Alianza Para el Progreso
  - .[4]
- 2023 - 2026
  - Alcalde: Orlandini Dávila Dávila

### Policiales
- Comisario:  PNP. 2024

S1. PNP José Eduardo Saavedra Bautista.

### Religiosas
- Diócesis de Chiclayo[5]
  - Administrador apostólico: Mons. Ribert Francis Prevost, OSA.

## Atractivos turísticos
- Baños termales
- Reservorio de Chiriconga